# 洪怡惠
洪怡惠（1976年11月24日—），是臺灣的新聞主播，國立政治大學新聞學系畢業，曾任職中視新聞主播。

## 學歷
- 國立政治大學新聞學系1999年畢業

## 經歷
- 1997年：中視《運動大家談》執行製作
- 1998年：台灣時報財經組記者
- 1999年：非凡電視財經組記者兼主播
- 2000年：華視新聞記者
- 2002年：中視新聞記者
- 2003年：《中視早安新聞》主播
- 2004年：中視新聞台《整點新聞》主播
- 2005年：《中視午間新聞》假日主播
- 2005年至2012年：接掌中視《生活大贏家》（後改名《快樂生活王》）主持人
- 2006年：中華電信MOD「IN TV」頻道《女性魔法師》主持人、中華電信MOD「IN NEWS」頻道《IN NEWS》主播
- 2009年10月至2011年6月30日《中視新聞6一下》主播
- 2009年至?：中視《搶救失業大作戰》主持人
- 2011年10月9日－2011年12月14日：《中視新聞全球報導》假日主播（與黃晴、彭愛佳輪播）
- 2011年10月14日－2014年3月：《中視午間新聞》主播（與其他主播輪播）
- 2011年10月15日－2011年12月24日：中視新聞台《海峽深呼吸》主持人
- 2011年10月19日－2013年2月18日：中視《縱橫天下》主持人
- 2014年3月－2017年3月：轉任幕後。
- 2017年3月4日－2017年6月17日：中視新聞台《放眼天下》主持人
- 2017年7月17日－2017年12月8日：《中視1800大飆新聞》主播
- 2018年3月4日－2020年3月15日：中視新聞台《兩岸新新聞》製作人及主持人
- 2023年: 榮耀華爾街主持人

## 採訪經歷
- 2017《主播3600變》專題系列報導

## 事件
- 2010年5月20日：因為在《中視新聞6一下》播報初音未來演唱會新聞時，用詞不恰當，而遭到在網友在網路討論區批判撻伐，不少網友還惡意誹謗、恐嚇等。洪怡惠於2010年5月24日在《無名小站》部落格公開道歉；不過道歉後，網友批判撻伐評論仍然繼續發生。[1]
- 2010年12月16日晚間6點18分，《中視新聞6一下》直播時，洪怡惠沒注意畫面已經從新聞影片轉回攝影棚內，讓現場談話聲音曝了光。[2]

## 外部連結
- 洪怡惠d+的Facebook專頁